# Campionato mondiale di flag football
Il Campionato mondiale di flag football è una competizione sportiva internazionale a cadenza quadriennale, in cui si assegna il titolo mondiale di flag football; nelle competizioni senior i tornei maschile e femminile sono giocati contemporaneamente.

## Elenco edizioni

### Maschile

#### A 7 giocatori
| Anno          | Ospitante |          | Finale    | Finale   | Finale   |           | Finale terzo e quarto posto | Finale terzo e quarto posto | Finale terzo e quarto posto |
| Anno          | Ospitante | Vincente | Risultato | 2º posto | 3º posto | Risultato | 4º posto                    |                             |                             |
| 2002 Dettagli | Austria   | Austria  | 6 - 0     | Germania | Francia  | 12 - 6    | Svezia                      |                             |                             |
| 2004 Dettagli | Francia   | Francia  | 22 - 13   | Austria  | Giappone | 24 - 18   | Germania                    |                             |                             |

##### Albo d'oro
| Squadra  | 1º | 2º | 3º |
| Austria  | 1  | 1  | 0  |
| Francia  | 1  | 0  | 1  |
| Germania | 0  | 1  | 0  |
| Giappone | 0  | 0  | 1  |

#### A 5 giocatori
| Anno          | Ospitante                    |             | Finale    | Finale      | Finale     |           | Finale terzo e quarto posto | Finale terzo e quarto posto | Finale terzo e quarto posto |
| Anno          | Ospitante                    | Vincente    | Risultato | 2º posto    | 3º posto   | Risultato | 4º posto                    |                             |                             |
| 2004 Dettagli | Francia                      | Austria     | 26 - 24   | Germania    | Francia    | 40 - 23   | Giappone                    |                             |                             |
| 2006 Dettagli | Corea del Sud                | Francia     | 46 - 32   | Danimarca   | Thailandia | 45 - 33   | Austria                     |                             |                             |
| 2008 Dettagli | Canada                       | Canada      | 12 - 6    | Danimarca   | Francia    | 45 - 0    | Stati Uniti                 |                             |                             |
| 2010 Dettagli | Canada                       | Stati Uniti | 35 - 19   | Danimarca   | Italia     | 28 - 24   | Canada                      |                             |                             |
| 2012 Dettagli | Göteborg, Svezia             | Austria     | 47 - 40   | Stati Uniti | Danimarca  | 44 - 33   | Messico                     |                             |                             |
| 2014 Dettagli | Grosseto, Italia             | Stati Uniti | 40 - 14   | Messico     | Italia     | 53 - 14   | Canada                      |                             |                             |
| 2016 Dettagli | Miami, Stati Uniti d'America | Stati Uniti | 33 - 32   | Danimarca   | Messico    | 39 - 26   | Austria                     |                             |                             |
| 2018 Dettagil | Panama                       | Stati Uniti | 19 - 13   | Austria     | Danimarca  | 38 - 34   | Messico                     |                             |                             |
| 2020 Dettagli | Danimarca                    | Annullato   | Annullato | Annullato   | Annullato  | Annullato | Annullato                   |                             |                             |
| 2021 Dettagil | Israele                      | Stati Uniti | 44 - 41   | Messico     | Panama     | 45 – 40   | Italia                      |                             |                             |
| 2024 Dettagil | Finlandia                    | Stati Uniti | 53 – 21   | Austria     | Svizzera   | 41 – 35   | Messico                     |                             |                             |

##### Albo d'oro
| Squadra     | 1º | 2º | 3º |
| Stati Uniti | 6  | 1  | 0  |
| Austria     | 2  | 2  | 0  |
| Francia     | 1  | 0  | 2  |
| Canada      | 1  | 0  | 0  |
| Danimarca   | 0  | 5  | 1  |
| Messico     | 0  | 1  | 3  |
| Germania    | 0  | 1  | 0  |
| Italia      | 0  | 0  | 2  |
| Thailandia  | 0  | 0  | 1  |
| Panama      | 0  | 0  | 1  |
| Svizzera    | 0  | 0  | 1  |

### Femminile

#### A 7 giocatrici
| Anno          | Ospitante |          | Finale    | Finale    | Finale     |           | Finale terzo e quarto posto | Finale terzo e quarto posto | Finale terzo e quarto posto |
| Anno          | Ospitante | Vincente | Risultato | 2º posto  | 3º posto   | Risultato | 4º posto                    |                             |                             |
| 2002 Dettagli | Austria   | Svezia   | ? - ?     | Francia   | Segnaposto | ? - ?     | Segnaposto                  |                             |                             |
| 2004 Dettagli | Francia   | Messico  | 42 - 12   | Finlandia | Svezia     | 6 - 0     | Francia                     |                             |                             |

##### Albo d'oro
| Squadra   | 1º | 2º | 3º |
| Svezia    | 1  | 0  | 1  |
| Messico   | 1  | 0  | 0  |
| Finlandia | 0  | 1  | 0  |

#### A 5 giocatrici
| Anno          | Ospitante                    |             | Finale       | Finale      | Finale    |           | Finale terzo e quarto posto | Finale terzo e quarto posto | Finale terzo e quarto posto |
| Anno          | Ospitante                    | Vincente    | Risultato    | 2º posto    | 3º posto  | Risultato | 4º posto                    |                             |                             |
| 2004 Dettagli | Francia                      | Messico     | 58 - 0       | Francia     | Giappone  | 30 - 20   | Finlandia                   |                             |                             |
| 2006 Dettagli | Corea del Sud                | Francia     | 46 - 32      | Giappone    | Finlandia | 45 - 33   | Svezia                      |                             |                             |
| 2008 Dettagli | Canada                       | Messico     | 27 - 18      | Canada      | Francia   | 19 - 13   | Stati Uniti                 |                             |                             |
| 2010 Dettagli | Canada                       | Canada      | 31 - 18      | Stati Uniti | Austria   | 33 - 20   | Messico                     |                             |                             |
| 2012 Dettagli | Göteborg, Svezia             | Messico     | 33 - 32 o.t. | Stati Uniti | Francia   | 39 - 27   | Austria                     |                             |                             |
| 2014 Dettagli | Grosseto, Italia             | Canada      | 32 - 21      | Stati Uniti | Austria   | 34 - 20   | Messico                     |                             |                             |
| 2016 Dettagli | Miami, Stati Uniti d'America | Panama      | 35 - 22      | Austria     | Messico   | 41 - 20   | Canada                      |                             |                             |
| 2018 Dettagil | Panama,                      | Stati Uniti | 27 - 12      | Panama      | Canada    | 19 - 13   | Messico                     |                             |                             |
| 2020 Dettagli | Danimarca                    | Annullato   | Annullato    | Annullato   | Annullato | Annullato | Annullato                   |                             |                             |
| 2021 Dettagil | Israele                      | Stati Uniti | 31 - 21      | Messico     | Austria   | 26 - 13   | Brasile                     |                             |                             |
| 2024 Dettagil | Finlandia                    | Stati Uniti | 31 - 18      | Messico     | Giappone  | 41 - 40   | Austria                     |                             |                             |

##### Albo d'oro
| Squadra     | 1º | 2º | 3º |
| Stati Uniti | 3  | 3  | 0  |
| Messico     | 3  | 2  | 2  |
| Canada      | 2  | 1  | 1  |
| Francia     | 1  | 1  | 2  |
| Panama      | 1  | 1  | 0  |
| Austria     | 0  | 1  | 3  |
| Giappone    | 0  | 1  | 2  |
| Finlandia   | 0  | 0  | 1  |

### Junior
| Anno          | Ospitante   |             | Finale    | Finale   | Finale   |           | Finale terzo e quarto posto | Finale terzo e quarto posto | Finale terzo e quarto posto |
| Anno          | Ospitante   | Vincente    | Risultato | 2º posto | 3º posto | Risultato | 4º posto                    |                             |                             |
| 2007 Dettagli | Paesi Bassi | Stati Uniti |           | Giappone | Austria  |           | Segnaposto                  |                             |                             |

#### Albo d'oro
| Squadra          | 1º | 2º | 3º |
| Stati Uniti U-15 | 1  | 0  | 0  |
| Giappone U-15    | 0  | 1  | 0  |
| Austria U-15     | 0  | 0  | 1  |